# Fort Coffee
Fort Coffee és un poble dels Estats Units a l'estat d'Oklahoma. Segons el cens del 2000 tenia 412 habitants.

## Demografia
Segons el cens del 2000, Fort Coffee tenia 412 habitants, 163 habitatges, i 109 famílies. La densitat de població era de 24,7 habitants per km².
Dels 163 habitatges en un 30,1% hi vivien nens de menys de 18 anys, en un 45,4% hi vivien parelles casades, en un 14,7% dones solteres, i en un 33,1% no eren unitats familiars. En el 31,9% dels habitatges hi vivien persones soles l'11,7% de les quals corresponia a persones de 65 anys o més que vivien soles. El nombre mitjà de persones vivint en cada habitatge era de 2,53 i el nombre mitjà de persones que vivien en cada família era de 3,17.
Per edats la població es repartia de la següent manera: un 23,8% tenia menys de 18 anys, un 9,7% entre 18 i 24, un 24% entre 25 i 44, un 28,6% de 45 a 60 i un 13,8% 65 anys o més.
L'edat mediana era de 41 anys. Per cada 100 dones de 18 o més anys hi havia 106,6 homes.
La renda mediana per habitatge era de 26.827 $ i la renda mediana per família de 31.528 $. Els homes tenien una renda mediana de 26.094 $ mentre que les dones 22.344 $. La renda per capita de la població era de 14.039 $. Entorn del 25,6% de les famílies i el 30,6% de la població estaven per davall del llindar de pobresa.

## Poblacions més properes
El següent diagrama mostra les poblacions més properes.